# Hochschulgebäude Władysława-Sikorskiego-Straße 37 (Stettin)
Das Gebäude in der Sikorskiego-Straße 37 in Stettin ist ein zwischen 1900 und 1901 erbautes öffentliches Gebäude in der Władysława-Sikorskiego-Straße 37 in der Stadtsiedlung Turzyn im Bezirk Śródmieście. Das Gebäude dient von Anfang an Bildungszwecken. Zwischen 1901 und 1944 beherbergte es eine Maschinenbauschule und ab 1946 die Fakultät für Elektrotechnik der heutigen Westpommerschen Technischen Universität Stettin.
Auf einem nach Michail Doliwo-Dobrowolski benannten Platz in der Nähe des Gebäudes befindet sich seit 2022 ein Denkmal dieses Erfinders.

## Geschichte
Das Gebäude in der damaligen Friedenstraße 37 wurde in den Jahren 1900–1901 für die Königliche Höhere Maschinenbauschule erbaut. Der Name des Architekten ist nicht bekannt. Laut Rafał Makała könnte der Entwurf von den Stettiner Architekten Wilhelm Meyer-Schwartau stammen. Dieser Architekt hat das benachbarte Gebäude in der Pułaskiego-Straße 10 entworfen. Eine andere Hypothese weist auf den damaligen Stadtarchitekten Max Wolfgang Grube, dessen Unterschriften auf den Zeichnungen und statistischen Berechnungen stehen.
Die Bauarbeiten vertraute man einer Baugesellschaft von Theodor Bless an. Im April 1900 wurden auf der Baustelle Sozialbaracken für die Arbeiter errichtet. Am 11. Mai desselben Jahres beantragte das städtische Bauamt bei der Baupolizei die Genehmigung zum Bau eines Schulgebäudes. Die Genehmigung wurde nicht erteilt, aber der Bau begann trotzdem (die Genehmigung wurde erst am 27. Oktober 1900 erteilt). Der Rohbau wurde am 21. Januar 1901 fertiggestellt. Ab Juni desselben Jahres errichtete man parallel dazu das Werkstattgebäude im Innenhof. Das fertige Hauptgebäude wurde mit Genehmigung vom 4. Oktober 1901 an die Königliche Maschinenbauschule übergeben.
Der Lehrplan der Schule umfasste zweieinhalb Jahre Unterricht, wobei man sich für eine von fünf Fakultäten entscheiden konnte: Elektrotechnik, Schiffstechnik, Luftfahrt, Maschinenbau und Schiffbau. Die Bewerber mussten Aufnahmeprüfungen ablegen und eine mindestens zweijährige Berufserfahrung in der Industrie nachweisen. Später wurde das Angebot der Schule um Abendkurse und Berufsausbildungen erweitert.
Das Werkstattgebäude wurde etwas später, am 2. Juni 1902, in Betrieb genommen. Zu einem unbekannten Zeitpunkt wurde links vom Hauptgebäude ein einstöckiges Toilettengebäude errichtet, das gemeinsam mit den benachbarten Schulen in der heutigen Pułaskiego-Straße 10 genutzt wurde. 1911 wurde der Teil des Toilettengebäudes, der der heutigen Sikorskiego-Straße am nächsten lag, um ein Stockwerk erweitert. 1933 wurden die Toiletten und das Gebäude in eine Gießerei umgewandelt, in dem ein Metallschmelzofen der Firma Ölfeuerungs Fulmin installiert wurde. Vier Jahre später wurde der hintere Teil des Gebäudes als Hausmeisterwohnung angebaut.
Kurz vor Ausbruch des Zweiten Weltkriegs wurde der Name der Schule in Vereinigte Technische Staatslehranstalten für Schiffsingenieure und Seemaschinisten zu Stettin geändert.
Die Bombenangriffe auf Stettin haben dem Gebäude keinen Schaden zugefügt. Nach dem Zweiten Weltkrieg wurde es als erster Sitz der neu gegründeten Ingenieurhochschule Stettin und ihrer Fakultät für Elektrotechnik genutzt. Die ersten Vorlesungen hielt man am 18. Februar 1947 ab. Am 1. September 1955 hat sich die Ingenieurhochschule in Technische Universität Stettin geändert. Ende der 1960er Jahre wurde die Fassade des Gebäudes vereinfacht, indem die Türmchen der Risalite entfernt wurden. Zu dieser Zeit wurde auch das Dachgeschoss umgebaut, wobei die kleinen runden verzierten Fenster abgebaut und durch eine Reihe einfacher rechteckiger Fenster ersetzt wurden. Am 1. September 1970 wurde das Gebäude zum Sitz des Instituts für Elektrotechnik, das aus der Auflösung der ehemaligen Fakultät für Elektrotechnik der TU Stettin hervorgegangen war. Am 23. Januar 1973 wurde das Gebäude erneut Sitz der elektrotechnischen Fakultät, die nach einer mehr als zweijährigen Unterbrechung reaktiviert worden war. Am 1. Januar 2009 wurden die Technische Universität Stettin und die Akademie für Landwirtschaft Stettin zur Westpommerschen Technischen Universität Stettin zusammengelegt, woraufhin die im Gebäude untergebrachte Fakultät ihren Namen in Fakultät für Elektrotechnik der WTU Stettin änderte. Um 2009 wurden das Treppenhaus und die Korridore einer Renovierung unterzogen.

## Architektur
Das Gebäude ist ein fünfstöckiger Bau. Die Fassade ist mit hellgelben Klinkern verkleidet. Die Front ist 18-achsig, symmetrisch und hat einen Mittelrisalit und zwei Seitenrisalite. Die Seitenrisalite sind fensterlos, während der Hauptrisalit 4 Achsen hat. Zwischen den Haupt- und den Seitenrisaliten befinden sich jeweils 7 Achsen. Die Risalite sind mit dreieckigen Giebeln bekrönt. Jeder der Giebel war ursprünglich mit seitlichen Türmchen verziert, die bei der Modernisierung des Daches in den 1960er Jahren entfernt wurden. Die Giebel der Seitenrisalite sind durch Reliefs gekennzeichnet. Sie zeigen das große Wappen von Stettin mit einem gekrönten Schild, der von zwei Löwen gehalten wird. Darüber hinaus besteht die Verzierung der Seitenrisalite aus Blenden und Ornamenten mit floralen Motiven. Der Giebel des Hauptrisalits ist der höchste. Er hat vier Rundbogenfenster und ein Rundfenster im höchsten Teil. Zwischen dem zweiten und dritten Stockwerk ist der Risalit mit einem Band verziert, das ursprünglich den abgekürzten deutschen Namen der Schule Königl. Maschinenbauschule trug (heute trägt das Band die Aufschrift Wydział Elektryczny, deutsch Fakultät für Elektrotechnik).
Der Haupteingang zum Gebäude befindet sich in der Vorhalle neben dem Hauptrisalit. Eine vierstufige Steintreppe führt hinauf zu einer doppelten Holztür. Der Boden der Vorhalle ist mit originalen Fliesen belegt. Die Vorhalle wird von einem dreieckigen Giebel mit einem Relief gekrönt, das einen Lorbeer darstellt, der unter einem Watt-Regulator und einem Zahnrad hindurchkriecht. An den Seiten des Giebels befinden sich imposante Skulpturen von Greifen mit ausgebreiteten Flügeln. Außerdem befand sich im linken Seitenrisalit ein Nebeneingang in Form einer kleinen, von einem Portal eingerahmten Doppeltür.
Die Fassadenachsen zwischen dem Haupt- und den Seitenrisaliten sind durch Rundbogenfenster gekennzeichnet, wobei die Bogenlänge der Kellerfenster länger ist als bei den Fenstern der Obergeschosse. Auf der Höhe des ersten und zweiten Stockwerks sind die Fenster durch Lisenen getrennt. Über den Fenstern des zweiten Stocks ist eine Verzierung in Form von sich kreuzenden Bögen. Die Lisenen im Dachgeschoss werden durch Endstücke akzentuiert. Vor dem Umbau hatte das Dachgeschoss jeweils drei runde Gauben zwischen dem Haupt- und den Seitenrisaliten. Auf Straßenebene wurde der Raum zwischen Haupt- und Seitenrisaliten mit Vorgärten ausgefüllt und mit einem Metallzaun eingefasst.
Die Seitenfassaden des Gebäudes sind dreiachsig und analog zur Frontfassade gestaltet. Die Mittelachsen der Seitenfassaden werden von dreieckigen Giebeln mit Fenstern gekrönt, die Licht in das Dachgeschoss bringen.
Im Innern des Gebäudes sind die originalen Tür- und Stuckverzierungen der Flure erhalten geblieben. Die einzelnen Stockwerke sind durch eine Treppe mit einer gemauerten Balustrade verbunden (außer im obersten Stockwerk, wo die Balustrade aus Schmiedeeisen besteht). In den Zwischengeschossen werden die Balustraden durch Säulen mit floralem Kapitell akzentuiert.

## Galerie

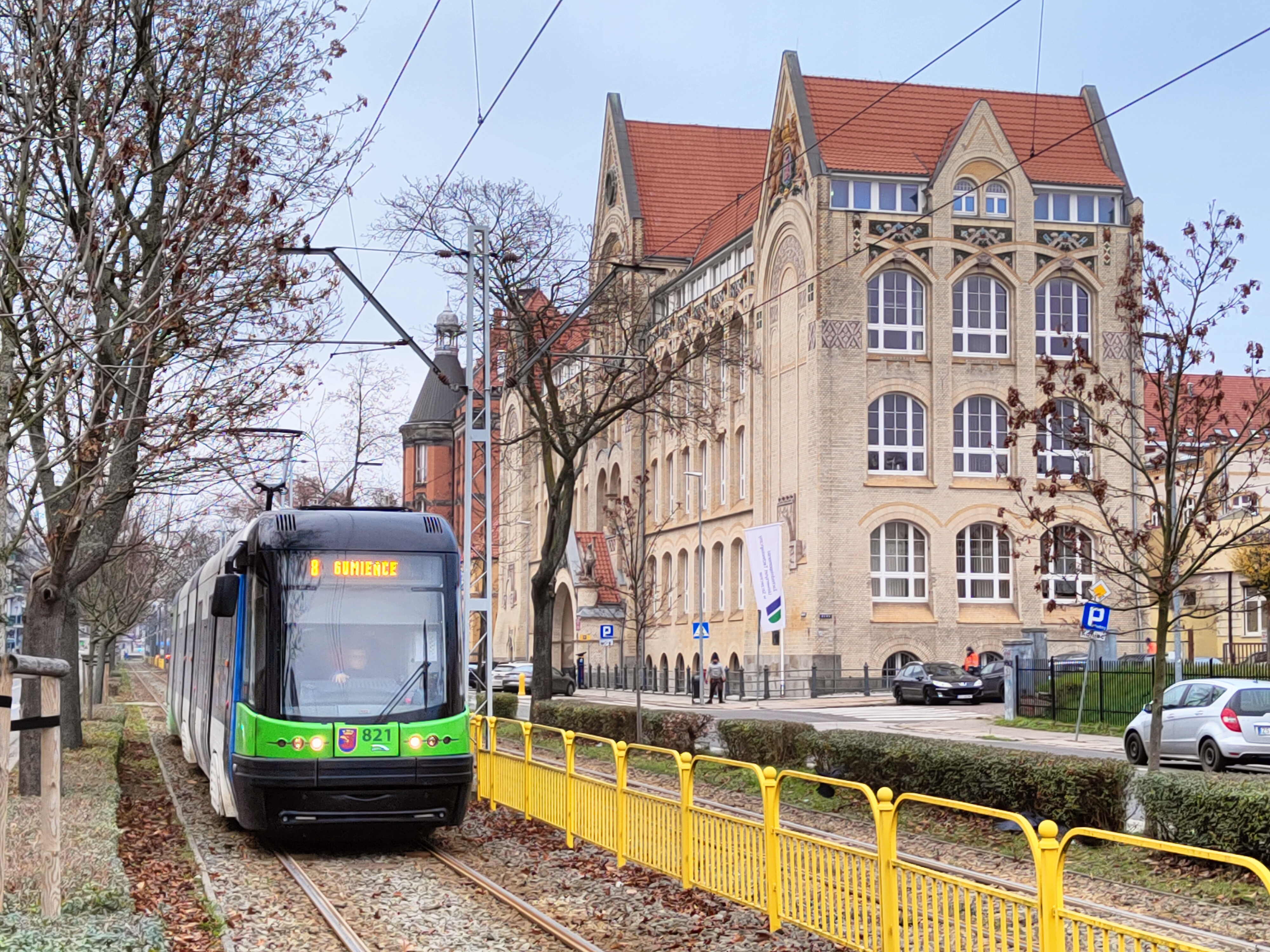
Straßenbahn des Typs 120NaS2 Swing vor dem Gebäude
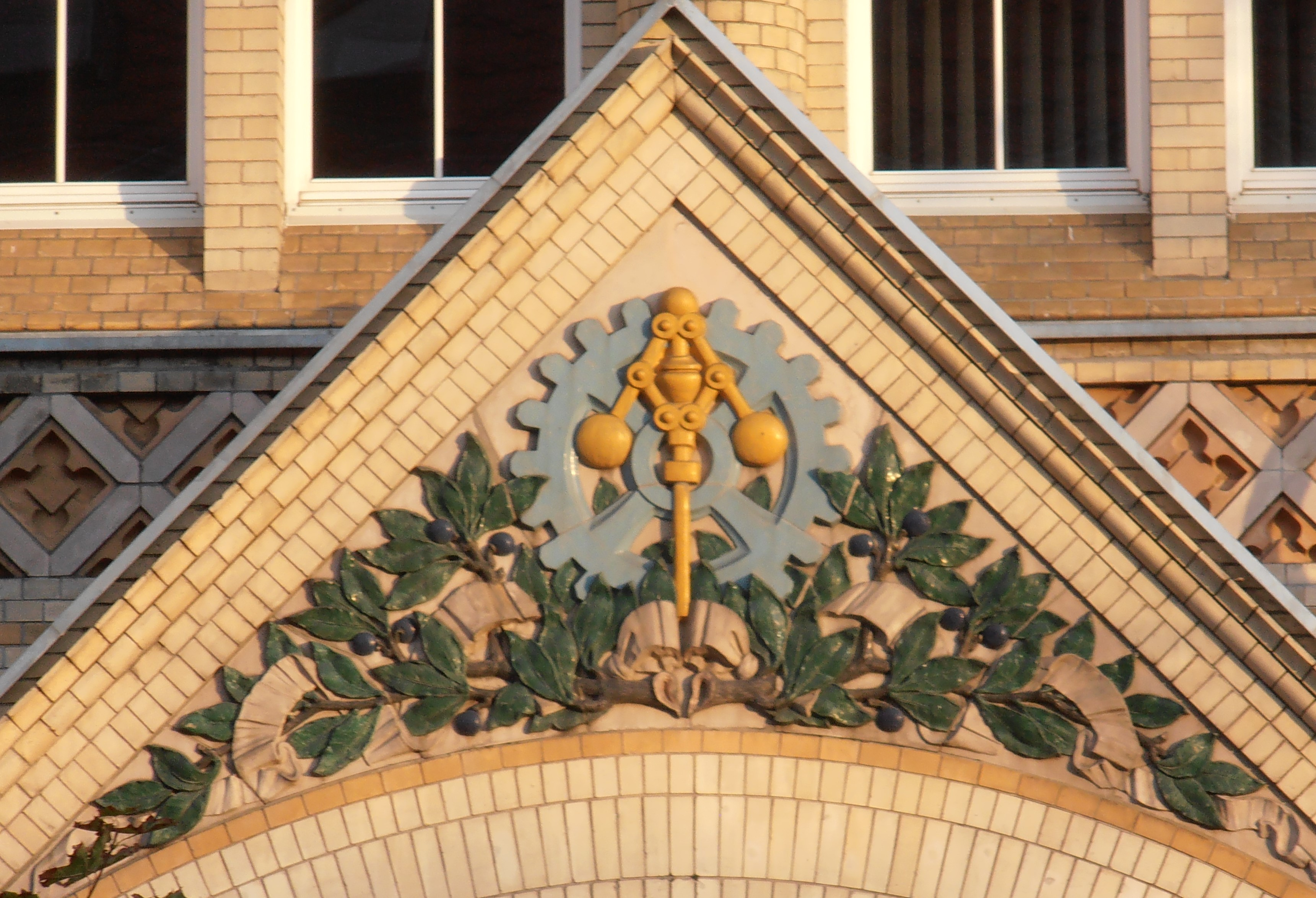
Watt-Regulator mit Zahnrad und Lorbeer – Relief auf dem Giebel der Vorhalle
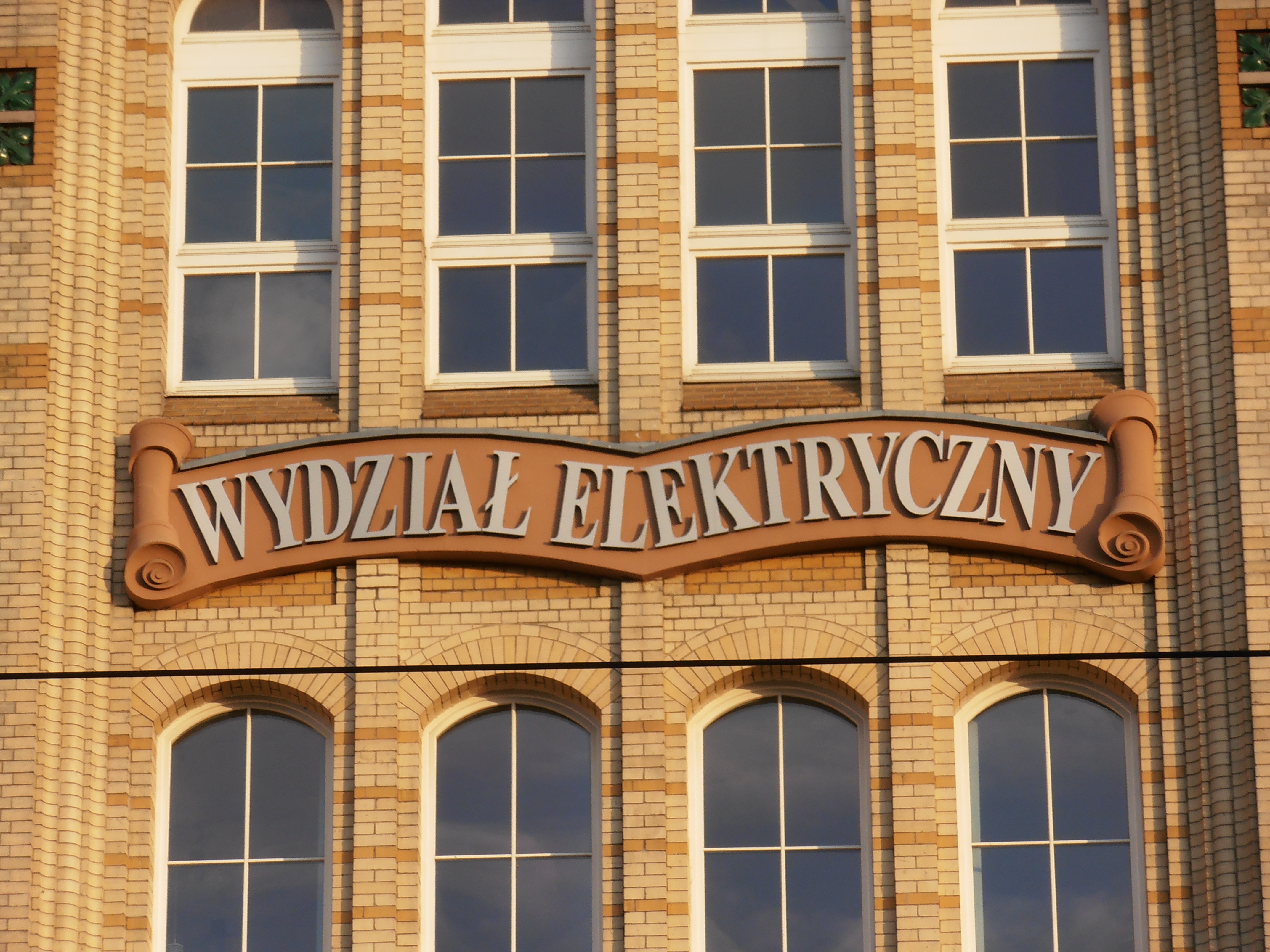
Band auf dem mittleren Risalit
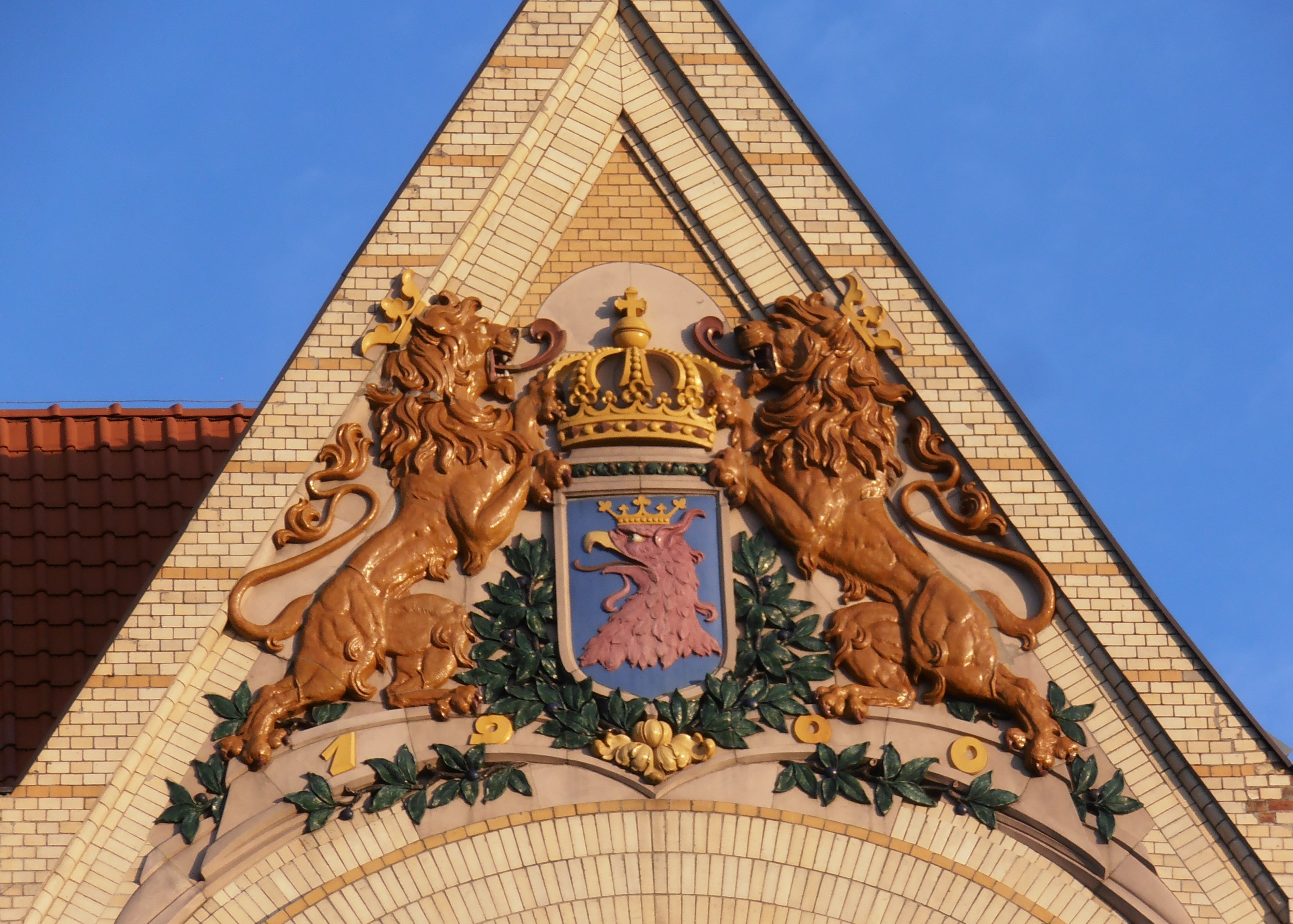
Eins von den zwei Reliefen mit dem großen Wappen Stettins
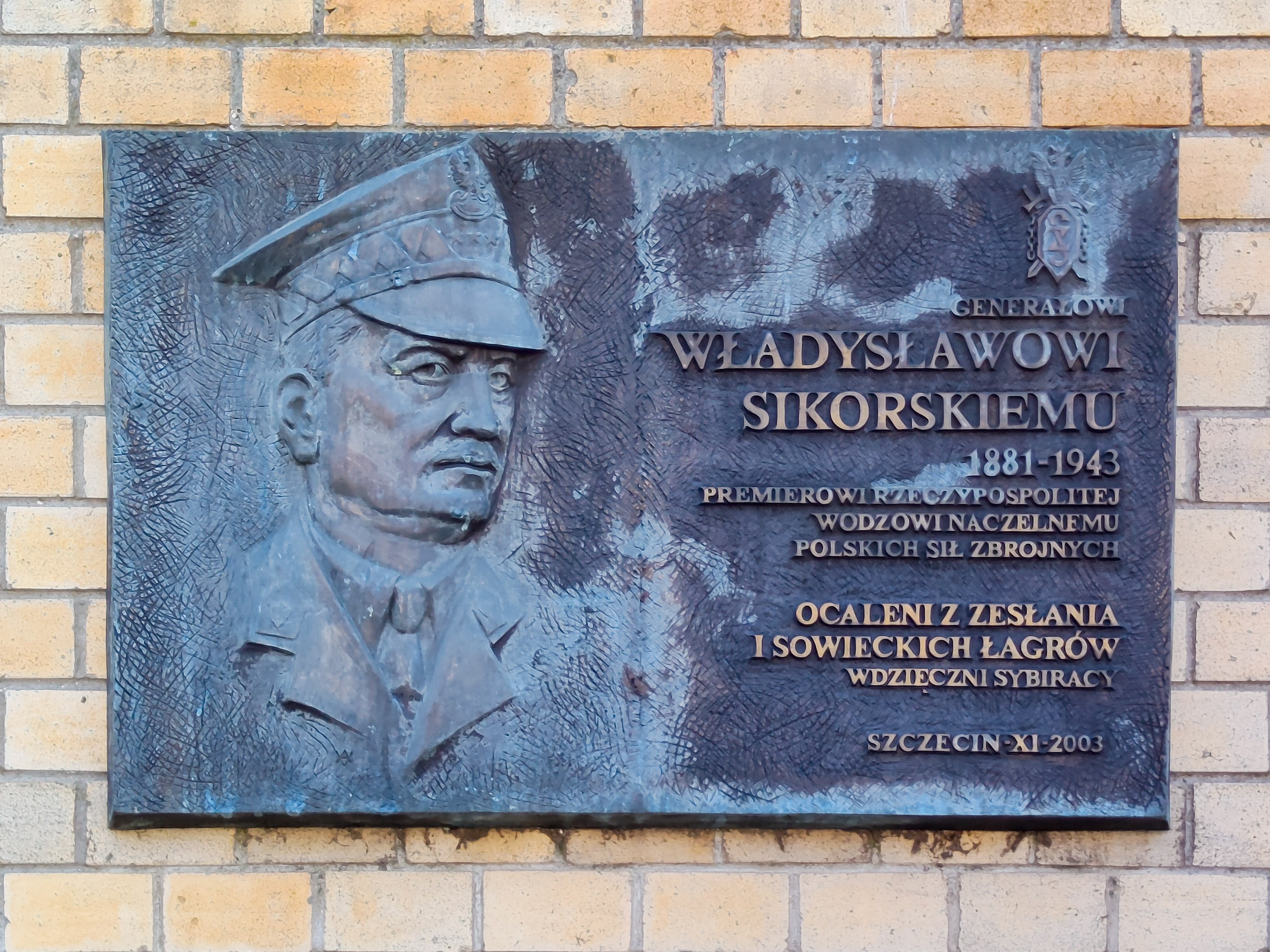
Gedenktafel an General Władysław Sikorski
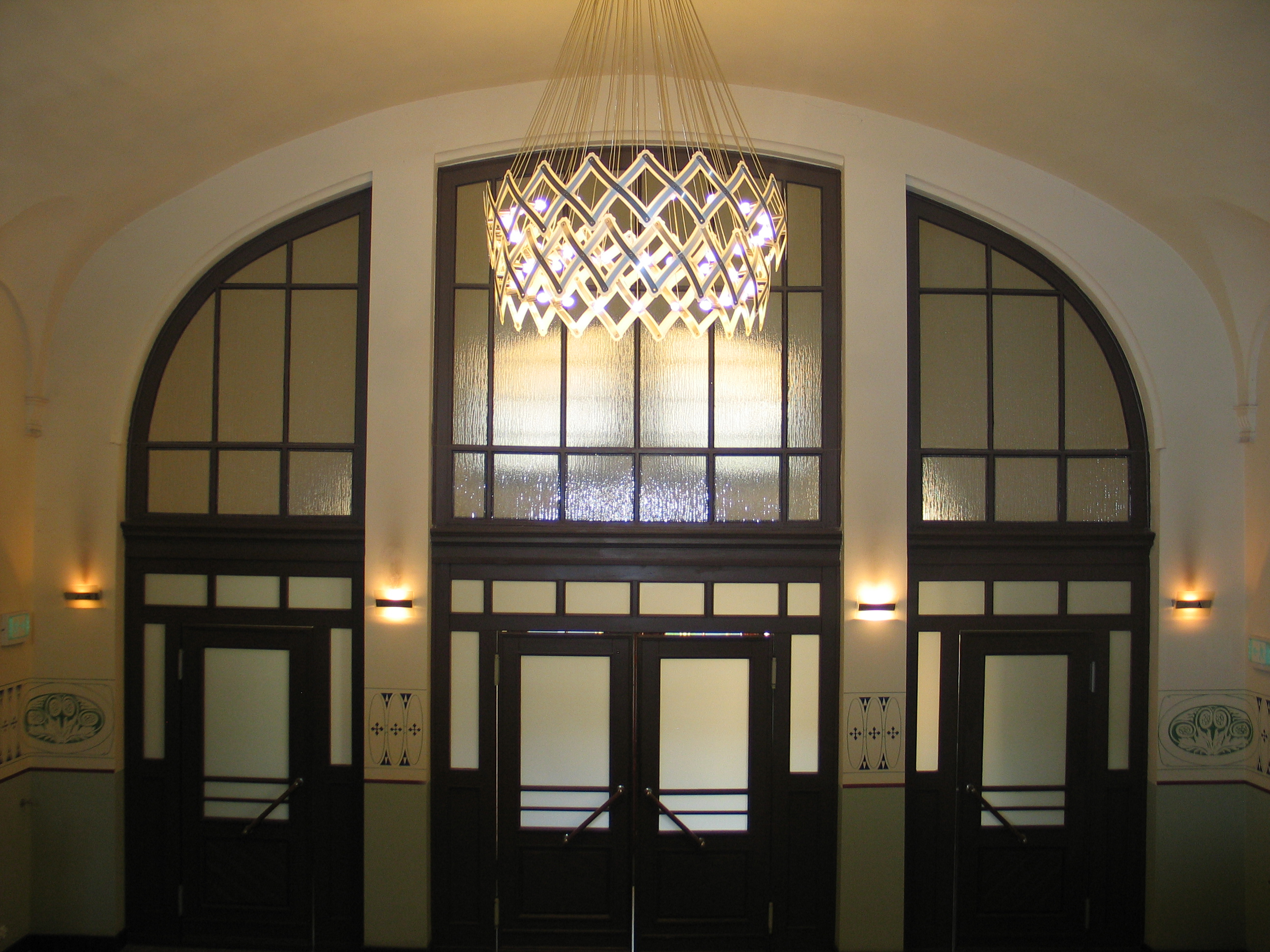
Ein Teil des Foyers im Erdgeschoss